# Princess Ida
Pour les articles homonymes, voir Ida.

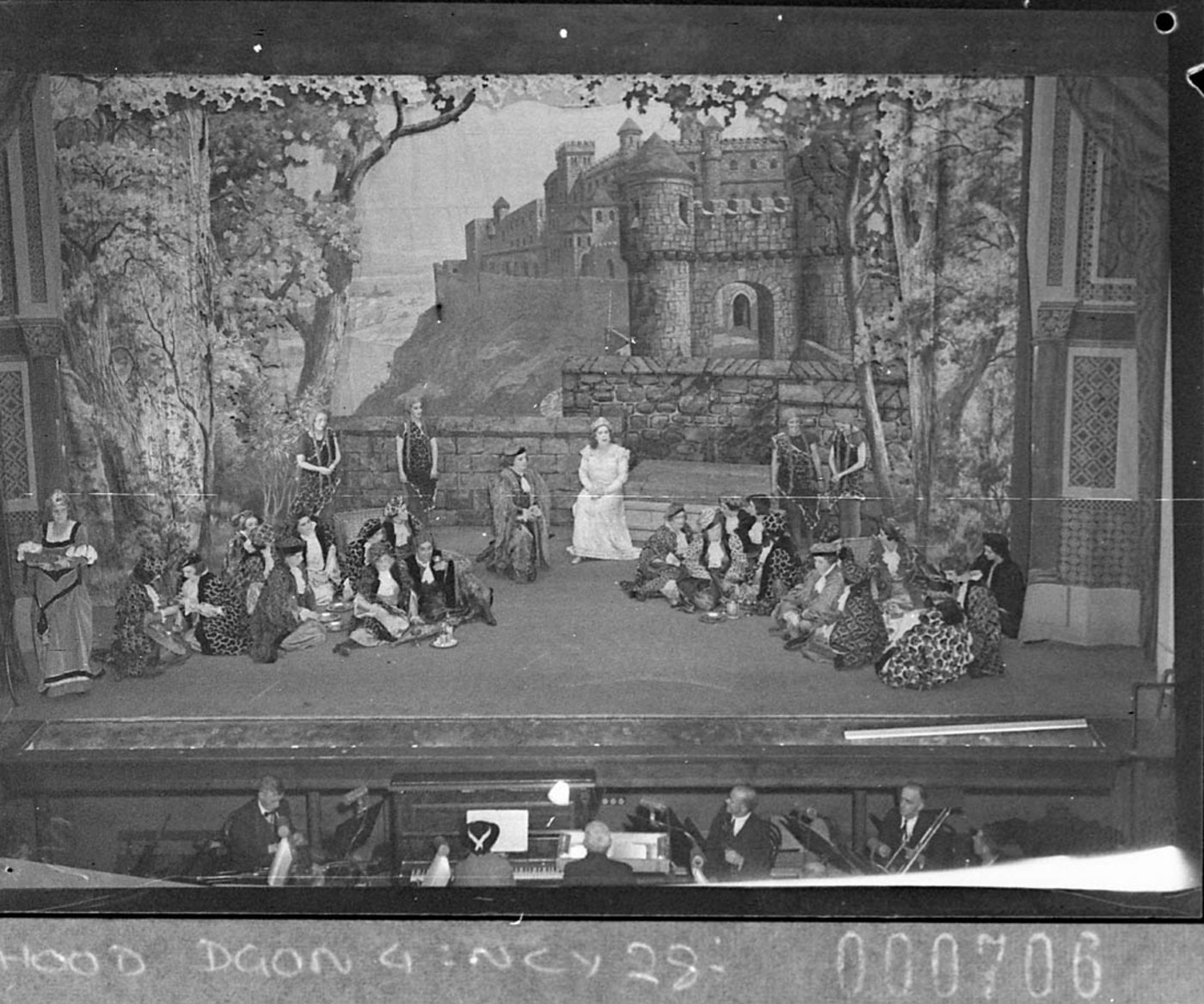
Une production de 1937

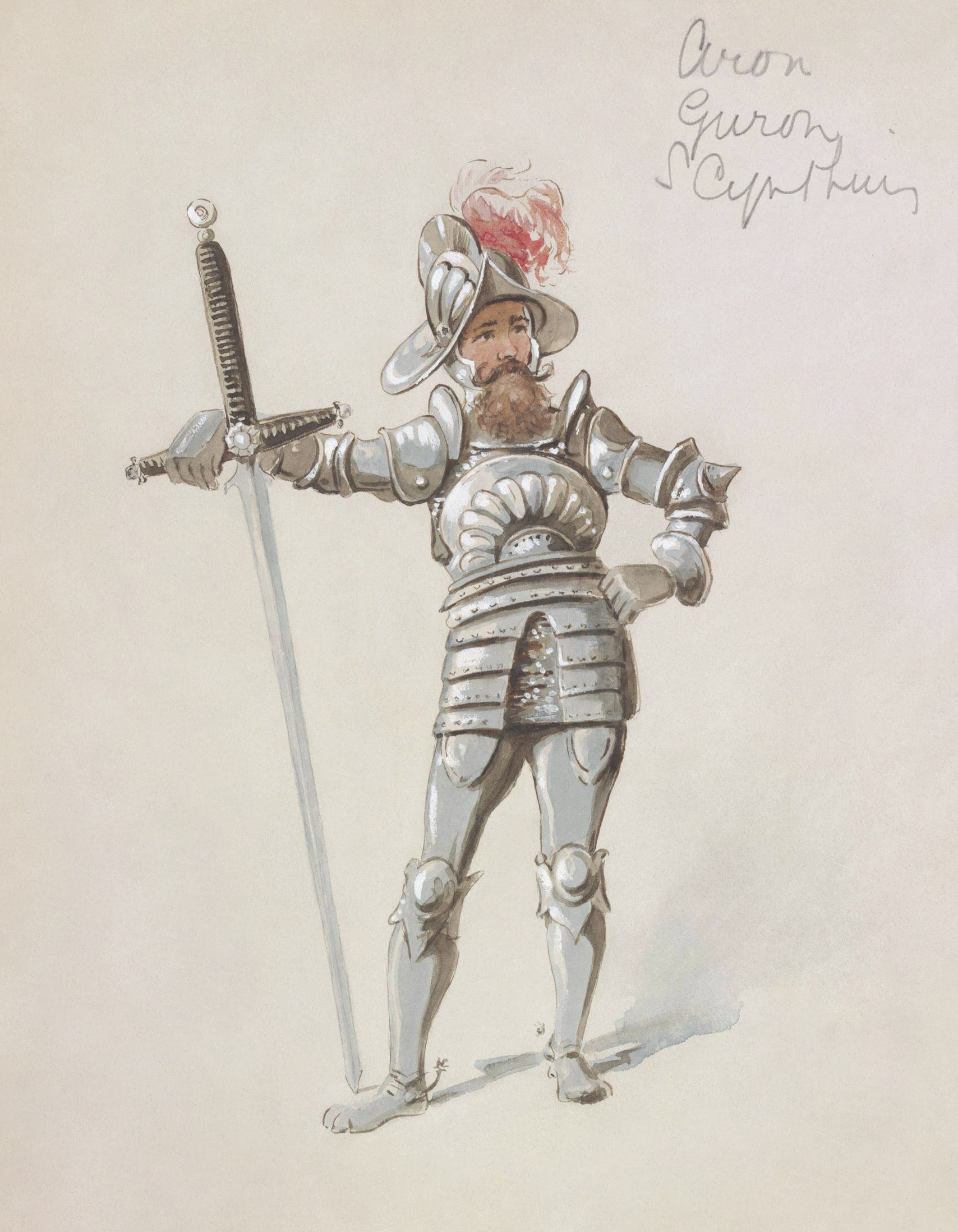
Étude de costume pour Arac, Gurun et Scynthius à la première de Princess Ida en 1884, réalisée à l'aquarelle et au crayon par William Charles John Pitcher.

Princess Ida, ou Castle Adamant, est un opéra comique avec une musique d'Arthur Sullivan et un livret de W. S. Gilbert. C'est leur huitième opéra créé en collaboration, sur un total de quatorze. La première représentation de Princess Ida eut lieu au Savoy Theatre le 5 janvier 1884, et fut joué à 246 reprises. La pièce raconte l'histoire d'une princesse qui fonde une université pour femmes qui enseigne que les femmes sont supérieures aux hommes et qu'elles devraient diriger. Le prince avec lequel elle a été mariée de force entre avec deux de ses amis dans l'université en se déguisant en femmes. Ils sont découverts, et une véritable guerre entre les deux sexes se prépare.